# Jang Hsziu-csing
Jang Hsziu-csing (楊秀清, pinjin: Yang Xiuqing, Wade-Giles átírás: Yang Hsiu-Ch’ing; meghalt 1856. szeptember 23.) volt a Tajping-felkelés megszervezője és első minisztere.
Jang faárus volt Kuanghszi-Csuang Autonóm Terület (Kuanghszi) tartományban, mielőtt csatlakozott volna a felkeléshez. 1848-ban fölvette a keresztény vallást, miután állítólag Isten meglátogatta álmaiban. 1850-ben elkezdte hirdetni, hogy csodával meg tudja gyógyítani az igaz hívőket. Korán csatlakozott a felkeléshez, és gyorsan emelkedett a hatalmi létrán. 1851-ben, amikor Hung Hsziu-csüan (Hong Xiuquan) fölvette a „mennyei király” címet, Jang lett a hadsereg főparancsnoka. Jangot „Keleti Királynak” nevezték ki, a Nyugati Király, Északi Király, Déli Király és a Segédkirályok mellett. Jang kémhálózatot teremtett, hogy fölfedje a Csing-dinasztiához hű embereket a királyságban.
Jang vezetése alatt foglalták el Nanking városát 1853-ban. Hung egyre kevesebbet foglalkozott a politikával és egyre többet a háremével, ezért kinevezte Jangot első miniszterének. Jang azonban vitába került Hunggal a konfucianizmus szerepéről. Amíg Hung meg akarta semmisíteni a konfucianizmust, Jang pozitívnak ítélte a konfucianista erkölcsöt, a sárkányokat ábrázoló képeket és efféléket pedig nem tartotta szentségtörőnek.
Jang ambiciózus volt, és egyre több hatalmat követelt magának. Egyre sűrűbben kezdett transzba esni, és azt hirdette, hogy álmaiban Isten kritizálta Hungot. Amikor végül kihirdette, hogy Isten azt akarja, hogy ő legyen az új mennyei király, Hung kivégeztette őt és követőit az Északi Király segítségével. Mivel a lázadás vezetősége egymás ellen kezdett hadakozni, a császáriak pár év múlva fölülkerekedtek és legyőzték a tajpingokat.